# Josh Huff
Josh Huff (* 14. Oktober 1991 in Houston, Texas) ist ein US-amerikanischer American-Football-Spieler auf der Position des Wide Receivers. Er spielte zuletzt für die New Orleans Saints in der National Football League (NFL). Außerdem spielte er unter anderem für die Philadelphia Eagles und die Tampa Bay Buccaneers und wurde bei beiden Teams auch als Return Specialist in den Special Teams eingesetzt.

## Frühe Jahre
Huff spielte bereits an der Highschool Football. Er besuchte die Nimitz High School in Harris County in Texas und spielte dort auf den Positionen Quarterback, Wide Receiver, Runningback und Cornerback.

## College
Huff besuchte von 2010 bis 2013 die University of Oregon. Er spielte dort College Football auf der Position des Wide Receivers bei den Oregon Ducks in der Pacific-12 Conference und wurde dort auch schon in den Special Teams eingesetzt.
Insgesamt fing Huff 144 Pässe für 2366 Yards und 24 Touchdowns. In seinem Senior-Jahr brach er den College-Rekord für die meisten gefangenen Yards in einer Saison bei 1140 Yards.

## NFL

### Philadelphia Eagles
Huff wurde im NFL Draft 2014 von den Philadelphia Eagles an 86. Stelle in der 3. Runde ausgewählt und unterschrieb dort einen Vierjahresvertrag.
Von Beginn seiner NFL-Karriere wurde Huff bei den Eagles als Return Specialist eingesetzt und konnte in seiner Rookie-Saison 2014 den Eagles-Rekord des längsten Kick-Returns einstellen. Er trug einen Kickoff gegen die Tennessee Titans 107 Yards zum Touchdown in die gegnerische Endzone zurück.
Nachdem er am 1. November 2016 zu schnell mit dem Auto fuhr und von der Polizei angehalten wurde, wurden bei ihm Marihuana und eine illegalerweise geführte Waffe gefunden. Zunächst wollten die Philadelphia Eagles mit ihm weiterarbeiten, entließen ihn dann aber doch zwei Tage später am 3. November 2016.

### Tampa Bay Buccaneers
Am 7. November 2016 unterschrieb Huff einen Vertrag bei den Tampa Bay Buccaneers und wurde zunächst dem Practice Squad zugefügt. Am 7. Dezember 2016 wurde er dann zum aktiven Kader berufen.
Vor der Regular Season 2017 wurde er im Rahmen der Kaderverkleinerung der Buccaneers entlassen.

### New Orleans Saints
Nach einer gesamten Saison ohne Team unterschrieb Huff am 19. Januar 2018 einen Vertrag bei den New Orleans Saints.

Für den Vorfall der Verkehrskontrolle aus dem Jahr 2016 wurde Huff schlussendlich in der Liga für zwei Spiele gesperrt. Die Strafe sollte zu Beginn der Saison 2018 einsetzen.
 Noch vor Beginn der Regular Season wurde er allerdings wieder entlassen.

## AAF
Im Januar 2019 unterschrieb er einen Vertrag in der neugegründeten Alliance of American Football (AAF) bei den Arizona Hotshots. Nach dem achten Spieltag der ersten Saison wurde der Spielbetrieb auf Grund finanzieller Aspekte eingestellt.